# Salina din Wieliczka
Salina Wieliczka (în poloneză Kopalnia soli Wieliczka) este localizată în orașul Wieliczka, în sudul Poloniei, în zona metropolitană a orașului Cracovia, Voievodatul Polonia Mică.
Mina a fost construită în secolul al XIII-lea și producea sare de masă continuu până în anul 2007, fiind una dintre cele mai vechi mine aflată în exploatare. 
De la începuturi și pe parcursul existenței sale, mina regală a fost condusă de către Minele de sare Żupy Krakowskie. Exploatare comercială a fost întreruptă în 1996 din cauza prețurilor mondiale mici ale sării și inundații le din mină. 
Atracțiile minei includ zeci de statui, trei capele și o întreaga catedrală, care au fost sculptate în sare de mineri. Cele mai vechi sculpturi sunt completate de noile sculpturi realizate de artiștii contemporani. Un număr de săli sunt dedicate personalităților religioase și politice ale Poloniei, având importanță istorică. Cea mai impresionantă este sala Kunegunda, pe podeaua căreia sunt sculptați diverși pitici, imitând munca minerilor și constituind un omagiu adus acestora și folclorului polonez. 
Aproximativ 1.2 milioane de oameni vizitează salina Wieliczka în fiecare an.

## Istoric
Legenda spune că, demult, o prințesă unguroaică, pe nume Kinga, în timp ce se afla în călătorie de nuntă cu soțul său, contele Boreslaw, spre Polonia, a aruncat inelul de logodnă într-o mină de sare. Odată ajunsă în Polonia, prințesa le-a poruncit minerilor din Wieliczka să sape un puț în pământ. Acesta a fost făcut - spune legenda - și, în primul bulgăre de sare scos la suprafață a fost descoperit inelul prințesei Kinga. Această legendă marchează perioada de început a așezării miniere. În secolul IX, la Wieliczka a fost săpată o capelă de sare, în amintirea prințesei Kinga, chiar în incinta salinei. Păstrând modelul bisericilor obișnuite, capela, aflată la circa 100 de metri sub pământ, este executată dintr-un bloc masiv de sare, de culoare verde opalin, și are lungimea de 55 de metri, lățimea de 18 metri și înălțimea de 12 metri. În această capelă se află altare, vitralii și sculpturi, toate făcute din sare, cu ajutorul unor unelte, executate tot din sare. Cel care a realizat picturile din biserica de lemn Sfântul Sebastian din centrul orașului, a imortalizat într-una din lucrările sale, momentul în care prințesa Kinga le dăruiește locuitorilor acestei mici localități bogăția "aurului alb". Construcția, datând din secolul al XVI-lea, este împodobită cu un altar ornamentat în stil baroc. Pentru regatul polonez, dezvoltarea exploatării de sare, începută cu trei secole în urmă, a constituit baza evoluției sale economice ulterioare. Kazimir cel Mare a hotărât ca fiecare localitate în care se exploata sarea să construiască sisteme de apărare. El a intuit de altfel importanța strategică a acestor exploatări în contextul șanselor economice care se întrevedeau pentru Polonia. Intuiția sa s-a adeverit, dat fiind faptul că o treime din bogăția acumulată de Coroana poloneză din timpul său, a fost constituită din exportul cu sare, provenind din exploatările situate la marginea arcului carpatic. Vechea denumire latină a așezării, "Magnum sal", este amintită în scrieri istorice datând din anul 1289, când Ducele Henryk al IV-lea Probul a ridicat așezarea Wieliczka la rang de oraș. Ulterior, polonezii au tradus în limba lor denumirea acestei așezări - "Wielka sol" (Sarea mare). 

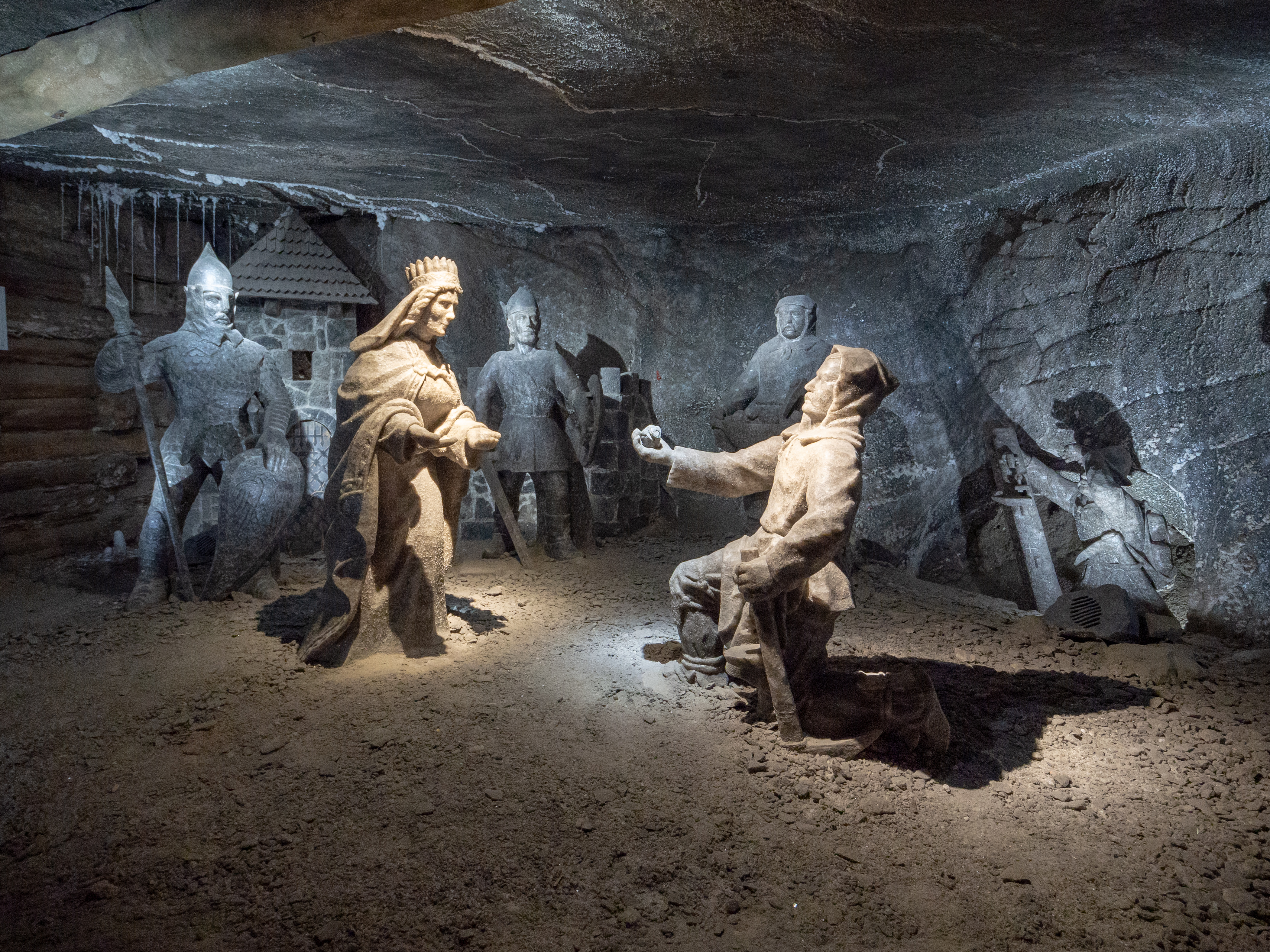
Statuia prințesei Kinga

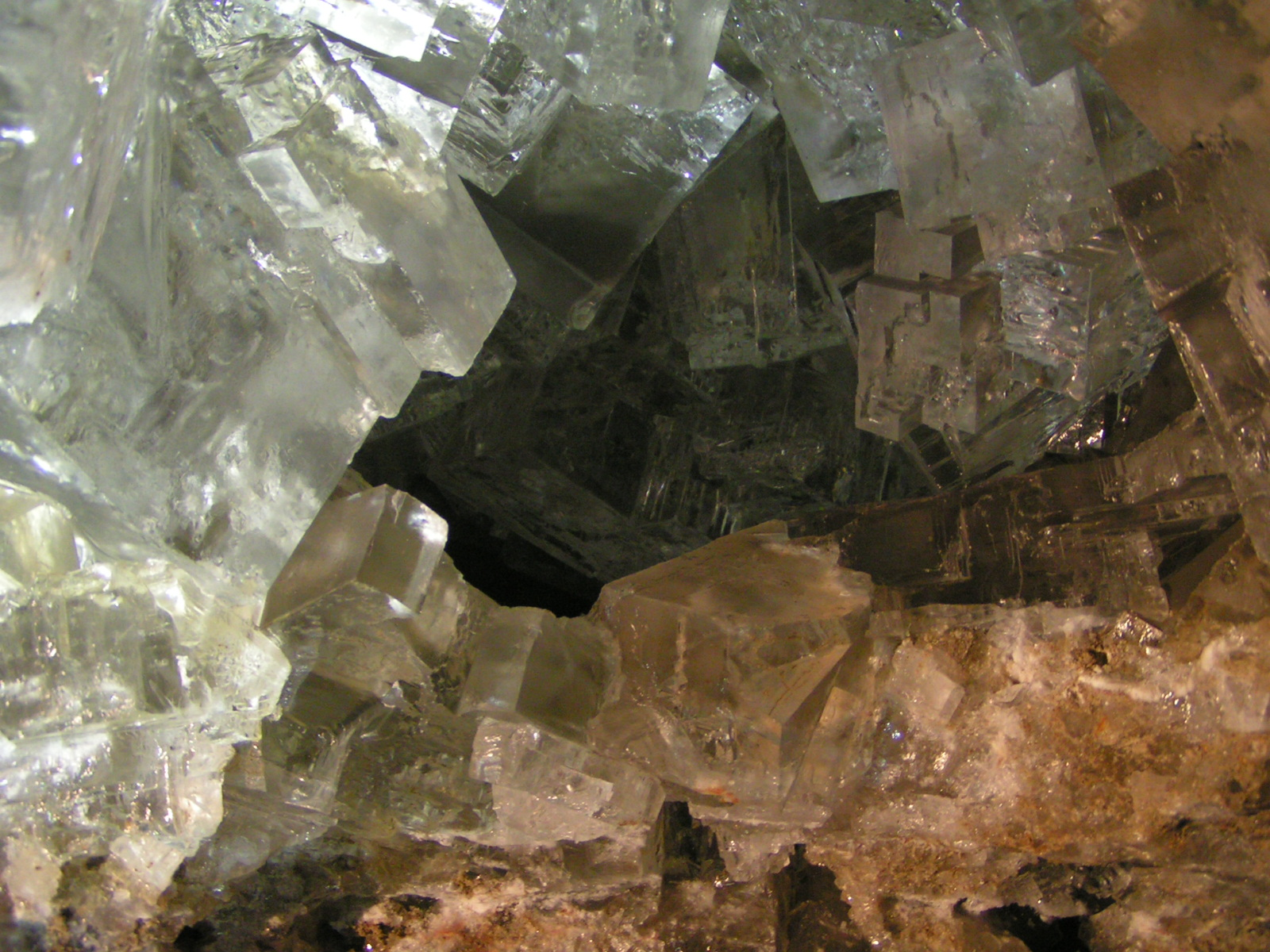
Cristale de halit de la Wieliczka

În decursul celor șase sute de ani de activitate, minerii au scos la suprafață o cantitate de 26 de milioane de metri cubi de sare. După ultimele măsurători efectuate, fosta exploatare de sare este un adevărat labirint, format din puțuri și galerii cu o adâncime de 300 metri și o lungime a galeriilor care însumează 200 de kilometri. Cea mai mare colecție de ustensile și utilaje din Europa se află în această salină. O retrospectivă asupra acestei colecții creează o imagine concretă despre tehnica folosită în domeniu, din epoca medievală și până în zilele noastre. Aici se disting ustensile ca târnăcoape, zdrobitoare, cabestane verticale acționate prin tractare, de animale, cu care se scotea sarea la suprafață. Pentru transportul sării s-au folosit, mai târziu, vagoneți de cale ferată, trași de cai. Abia în secolul al XIX-lea, cu ocazia vizitei Împăratului Franz Joseph I, a fost pus în funcțiune un mic trenuleț. O expoziție aflată la o adâncime de 136 metri oferă vizitatorilor de astăzi un istoric al progreselor făcute în decursul anilor în ceea ce privește: transportul, iluminatul, aerisirea și eliminarea apei.
Mina de sare Wieliczka ajunge la o adâncime de 327 de metri și are o lungime de peste 287 km lungime. Roca de sare este în mod natural de culoare gri în diverse nuanțe, care seamănă cu granitul neșlefuit, mai degrabă decât aspectul alb sau cristalin la care mulți vizitatori s-ar putea aștepta. În timpul celui de-al Doilea Război Mondial, puțurile au fost folosite de către naziști pentru diverse industrii de război. Salina are un lac subteran, și noile exponate de istorie a mineritului de sare, precum și un traseu turistic de 3,5 km (mai puțin de 2% din lungimea de pasaje mină), care include statui istorice și figuri mitice sculptate în sare în trecutul îndepărtat. Sculpturile mai recente au fost modelate de artiști contemporani.
De la începutul activității sale, mina a fost supusă unui regim deosebit de drastic în privința exploatării, utilizându-se cele mai noi tehnici în domeniu. Ulterior restaurată identic cu cea inițială, salina are astăzi, în principal, destinația de muzeu. Numai o mică parte dintre cei angajați aici lucrează ca mineri. Cea mai mare parte a incintelor subterane au fost transformate, una în cafenea, o alta în cinematograf, ba chiar și în oficiu poștal. Din anul 1964, în salină, la adâncimea de 211 metri, funcționează un sanatoriu. Mulți bolnavi, suferinde de afecțiuni ale căilor respiratorii cum ar fi bronșitele cronice și alergiile astmatiforme vin la Wieliczka, la tratament. Aerul conținut de galeria numărul 5, lipsit de bacterii, le este benefic acestor pacienți pentru ameliorarea afecțiunilor de care suferă.
Mina Wieliczka este adesea menționată ca și "Catedrala de sare subterană din Polonia." În 1978 a fost pusă pe lista inițială UNESCO a Patrimoniului Mondial. Chiar și cristalele de candelabre sunt realizate din sare, care a fost dizolvat și reconstituit pentru a obține un aspect clar, ca sticla. Acesta găzduiește, de asemenea, un centru de reabilitare privată și complex de wellness. De asemenea, salina a fost pusă pe locul 12 în Clasamentul Turismului.

## Turism
Printre vizitatorii notabili al Salinei includ: Nicolaus Copernicus, Johann Wolfgang von Goethe, Alexander von Humboldt, Fryderyk Chopin, Dmitri Mendeleev, Bolesław Prus, Ignacy Paderewski, Robert Baden-Powell, Karol Wojtyła (mai târziu Papa Ioan Paul al II-lea), fostul președinte SUA Bill Clinton, 

## Date generale
- Localizare: circa 15 km de Cracovia
- Lungime totală a galeriilor: circa 300 km
- Număr de săli : 2040
- Număr de puțuri: 9
- Adâncime puțuri : până la 327 m

## Galerie foto
| Salina din Wieliczka     |                                  |                                                           |                                                 |
| Intrarea în salină       | Sfânta Barbara sculptată în sare | Leonardo - "Cina cea de taină" sculptat în perete de sare | Coridorul vechi                                 |
| Capela reginei Sf. Kinga | Vinci vechi în muzeu             | Fundul puțului Sf. Kinga                                  | Candelabru sculptat în sare în capela Sf. Kinga |

## Vezi și
- Na srebrnym globie (film)